# Oliver Wight
Oliver Wesley („Red“) Wight (* 21. Februar 1930 in Bridgeport (Connecticut); † 24. Juli 1983 in New London (New Hampshire)) war ein Pionier der ERP-Entwicklung.

## Leben und Wirken
Oliver Wight wurde als Sohn von Charles Winthrop White und Roberta Joslin Shipman Wight in Bridgeport geboren. Er besuchte das Northeast College, New Hampshire und erwarb einen Abschluss in Englischer Literatur. Nach seiner Rückkehr nach Connecticut fand er Arbeit in der Materialbeschaffung des US-amerikanischen Bremsenherstellers Raybestos Inc in Stratfort – eine Karriere für die der Personalchef seinen Englisch-Abschluss als Empfehlung ansah. Wight arbeitete sich enthusiastisch in das Arbeitsgebiet ein. Sein Interesse brachte ihn auch dazu, sich 1959 als Gründungsmitglied des Fairfield County Chapters der APICS zu engagieren. Dort kam er auch schnell in Kontakt mit den aufkommenden Systemen für Material Requirements Planning (MRP). Er wechselte zu den Stanley Works, den späteren Stanley Black & Decker, wo er mit George Plossl zusammenarbeitete. Black & Decker führte 1964 als erstes Unternehmen überhaupt ein MRP-System ein und Wight war einer der Macher.
IBM erkannte Wights Potential und engagierte ihn wie auch andere als Business Consultant, um die Computer zu vermarkten, auf denen die Programme liefen. Wight arbeitete als Consultant bei dem Traktorenhersteller J. I. Case, wo der IT-Manager, Joseph Orlicky, die unausgelasteten Buchhaltungscomputer des Unternehmens in der Nacht den Bedarf an Material für die geplante Produktion ermitteln ließ. Das entstehende Programmpaket nannten sie MRP für Materials Requirements Planning oder Materialbedarfsplanung, die Vorläufer der modernen Enterprise-Resource-Planning-Systeme.
Wight verließ IBM und gründete ein Beratungsunternehmen, Oliver Wight Inc. Im Schatten von IBM und den Bemühungen der APICS wuchs sein Unternehmen mit dem Markt für MRP-Systeme. 1972 erklärte APICS unter der Führung von George Plossl den Kreuzzug zu MRP (MRP-Crusade). Die Anzahl der verfügbare Programmpakete explodierte. Wight wechselte seine Firmenstrategie und das Betätigungsfeld. Von der Ausbildung des Managements und von MRP-Initianden, wandelte er sein Unternehmen zur Beratung potentieller Käufer in der Systemauswahl um. Gleichzeitig schrieb er weiterhin zu Umsetzung und Funktionsumfang.
1970 veröffentlichte er The Oliver Wight Class A Checklist for Business Excellence eine einflussreiche Klassifizierung von Umsetzungsergebnissen, die 2005 in der sechsten Auflage erschien. 1982 schließlich fügte Wight in seiner Beschreibung von MRP-Systemen die Buchhaltung als integralen Bestandteil von MRP bei. Das durch die Integration von Materialwirtschaft und Finanzwesen entstehende Programmgebilde nannte er MRP-II und als Bezeichnung Management Resource Planning (im Gegensatz zu MRP und Material Resource Planning), um den erweiterten Scope auch sprachlich abzubilden. Die Erweiterung machte ihn zu einem der Väter moderner ERP-Systeme.
Nur ein Jahr nach der Veröffentlichung des Konzepts, 1983, verstarb Wight und wurde auf dem Lakeside Cemetery in Newbury (New Hampshire) bestattet. Das von ihm gegründete Unternehmen wurde weitergeführt und verlegt seine Bücher in aktualisierten Fassungen weiterhin.

## Bibliographie

### Bücher
- 1966: APICS dictionary of production and inventory control terms
- 1972: Executive’s New Computer: Six Keys to Systems Success
- 1974: Production and Inventory Control (mit George W. Plossl)
- 1981: Manufacturing Resource Planning Mrp II: Unlocking America's Productivity Potential
- 1982: Executive’s Guide to Successful MRP II
- 1984: Production and Inventory Management in the Computer Age
- 2005: The Oliver Wight Abcd Checklist for Operational Excellence (Oliver Wight Manufacturing Series)
- Focus Forecasting: Computer Techniques for Inventory Control (mit Bernard T. Smith)

### Artikel
- 1970 Input/Output Control: A Real Handle on Lead TimeM; Production and Inventory Management Journal 11(3): 9 31.